# Гонсалвес Оливейра, Жонас
Жо́нас Гонса́лвеш Оливе́йра, более известный как Жонас (порт.-браз. Jonas Gonçalves Oliveira; 1 апреля 1984, Бебедору, Сан-Паулу) — бразильский футболист, играл на позиции нападающего.

## Биография
Жонас начал профессиональную карьеру в возрасте 20 лет в клубе «Гуарани», чьим воспитанником он являлся, в 2005 году. На тот момент он являлся студентом и учился на фармаколога. В том же сезоне он стал лучшим бомбардиром своего клуба в Серии B с 12-ю голами, отстав на 4 гола от лучшего бомбардира турнира Рейналдо, что вызвало интерес со стороны грандов бразильского футбола.
2 января 2006 года Жонас перешёл в «Сантос» в качестве резервного игрока на предстоящий сезон. В пяти играх Лиги Паулисты он сумел отличиться четырьмя забитыми голами и в результате стал победителем чемпионата штата. Однако его окончание было омрачено травмой, выведшей игрока из футбола на полгода. После операции на колене он вернулся на поле, однако в 15 играх чемпионата Бразилии 2006 года сумел забить лишь 1 гол.
В Лиге Паулисте 2007 года дела у Жонаса пошли лучше, он вновь забил 4 гола, но в конце концов оказался на скамейке запасных, хотя в итоге клуб выиграл турнир во второй год подряд. Всего за «Сантос» Жонас забил 12 голов за полтора года.
12 сентября 2007 года Жонас подписал контракт с «Гремио». Уже спустя 4 дня он дебютировал за «трёхцветных» в Гре-Нал, выйдя на замену Лусиано Фонсеке. К концу года Жонас стал твёрдым титуларом (игроком основы) «Гремио».
Однако в первой половине 2008 года Жонас появлялся на поле нерегулярно и 7 июля сыграл свой первый матч за «Португезу» из Сан-Паулу, куда его на безвозмездной основе отдал на правах аренды «Гремио» («Португеза» лишь платила Жонасу зарплату). Всего за полгода, проведённых в «Португезе», он сумел стать лучшим бомбардиром своей команды с 9-ю голами, опередив на два гола Эдно.
Возвращение в «Гремио» было неоднозначным. С одной стороны, он сумел забить уже в первом матче в ворота «Эспортиво», в котором «гремистас» победили со счётом 5:0. С другой стороны, после матча с колумбийским «Бояка Чико» в рамках Кубка Либертадорес издание Mundo Desportivo назвало Жонаса «худшим нападающим в мире». В той игре нападающий имел как минимум четыре отличных возможности забить гол, но не воспользовался этими шансами.
Впрочем, это не выбило игрока из колеи и вскоре он отметился дублем в ворота «Сан-Жозе» (6:1).
Чемпионат Бразилии 2009 года закончился для Жонаса почти за 2 месяца до его официального окончания — 10 октября он подвернул лодыжку в игре против «Коринтианса» и с сильной болью был вынужден покинуть поле. Несмотря на это, Жонас с 24 голами стал лучшим бомбардиром Гремио в сезоне (с учётом голов во всех турнирах).
2010 год стал лучшим в карьере футболиста. Он, наконец, привёл свой клуб к победе в Лиге Гаушу, став лучшим бомбардиром турнира. Rádio Gaúcha удостоило его прозвища Mestre Jonas (Маэстро Жонас). Голевая феерия продолжилась и в чемпионате Бразилии — по состоянию на 23 октября, после 30 тура, он с огромным отрывам лидировал в списке лучших бомбардиров Серии A с 20-ю голами. Это был уже лучший показатель для нападающих «Гремио» за всю историю клуба — до того по 19 голов удавалось забивать Родриго Фабри (в 2002 году) и Клаудио Питбуль (в 2004 году). По итогам последнего, 38-го тура, на счету Жонаса оказалось 23 гола и он стал лучшим бомбардиром чемпионата. Второму нападающему в этом списке, Неймару из «Сантоса», удалось лишь сократить отставание до 6 голов (17).
С 75 голами Жонас занимает 5-е место в списке лучших бомбардиров «Гремио» за последние полвека, опережая таких звёзд, как Роналдиньо (68), Эдер (66) и Марио Жардел (65).
Зимой 2011 года перешёл в «Валенсию». В матче против леверкузенского «Байера» забил гол на 10,5 секунде первого тайма, тем самым заняв второе место в списке скорострелов Лиги чемпионов после Роя Макая.
В «Валенсии» Жонас провёл 4 сезона, забив 51 мяч в 156 матчах (в том числе 36 мячей в 112 матчах чемпионата Испании).
12 сентября 2014 года перешёл в португальскую «Бенфику». В первом сезоне забил 20 мячей в 27 матчах чемпионата Португалии. На следующий сезон Жонас сыграл ещё успешнее: 32 мяча в 34 матчах, став лучшим бомбардиром чемпионата.

## Достижения

### Командные
«Сантос»
- Чемпион штата Сан-Паулу (2): 2006, 2007

«Гремио»
- Чемпион штата Риу-Гранди-ду-Сул: 2010

«Бенфика»
- Чемпион Португалии (4): 2014/15, 2015/16, 2016/17, 2018/19
- Обладатель Кубка Португалии: 2016/17
- Обладатель Кубка португальской лиги (2): 2014/15, 2015/16
- Обладатель Суперкубка Португалии (3): 2016, 2017, 2019

### Личные
- Рекордсмен «Гремио» по числу голов за один сезон: 2010
- Лучший бомбардир чемпионата Бразилии: 2010
- Футболист года в Португалии (2): 2015, 2016
- Лучший бомбардир чемпионата Португалии (2): 2015/16, 2017/18